# 한큐 전철 9300계 전동차
한큐 전철 9300계 전동차(일본어: 阪急9300系電車 はんきゅう9300けいでんしゃ[*])는 한큐 전철 교토선 계열에 사용되는 열차로, 쾌속과 특급 등급에 쓰기 위하여 만들어졌다.